# 田沢村 (新潟県中魚沼郡)
田沢村（たざわむら）は、かつて新潟県中魚沼郡にあった村。

## 沿革
- 1889年（明治22年）4月1日 - 町村制施行に伴い中魚沼郡田沢村が村制施行し、田沢村が発足。
- 1955年（昭和30年）3月31日 - 中魚沼郡倉俣村と合併し、中里村となり消滅。